# Rhodothamnus
Genre
Classification APG III (2009)
Rhodothamnus (du grec thamnos: buisson) est un genre de plantes à fleurs de la famille des Ericaceae qui comporte quatre espèces que l'on trouve en montagne.

## Description
Le genre Rhodothamnus présente des espèces sous la forme de petits buissons bas (maximum 40 cm) avec des petites feuilles serrées, elliptiques et lancéolées à pédoncule court. Elles sont entières et persistantes, d'un vert brillant. Ses fleurs en général sont roses et paraissent grandes par rapport au buisson. Ses étamines sont élancés et courbés, tandis que ses pédoncules sont longs.
Cette plante ressemble à l'azalée.

## Espèces
- Rhodothamnus chamaecistus (L.) Rchb.[1] (Alpes autrichiennes et italiennes), espèce type
- Rhodothamnus kamtchaticus
- Rhodothamnus leachianus (L.F.Hend.) H.F.Copel, syn. de Rhododendron leachanium L.F.Hend.
- Rhodothamnus sessilifolius

## Distribution et habitat
Rhodothamnus croît en montagne dans le continent eurasiatique. Ce genre se comporte comme l'azalée auquel il ressemble.